# Bjarni Brodd-Helgason
Bjarni Brodd-Helgason también Víga-Björn Brodd-Helgason (apodado el Asesino, n. 948) fue un bóndi y vikingo de Hof í Vopnafirði, Norður-Múlasýsla, Islandia. Hijo de Helgi Þorgilsson, es uno de los personajes principales de la Saga de Vápnfirðinga, y los relatos cortos Gunnars þáttr Þiðrandabana, y Þorsteins þáttr stangarhöggs, pero con un rol protagonista totalmente diferente. La muerte de su padre durante el litigio que mantuvo con Geitir Lýtingsson mantuvo en conflicto vivo entre Bjarni y Þorkell Geitirsson, primos hermanos, pues también Bjarni mató a su vez a Geitir. Bjarni aparece como aliado de Flosi Þórðarson en la saga de Njál, acompañándole y buscando apoyos durante el Althing tras la quema de la hacienda de Njáll Þorgeirsson.
Según Þorsteins þáttr stangarhöggs se convirtió al cristianismo a edad avanzada y fue muy devoto. Marchó de peregrinación a Roma y murió durante el viaje; fue enterrado en la localidad italiana de Sutri al norte de la capital.
Otras fuentes donde se menciona a Bjarni son saga de Bandamanna y la saga de Fljótsdæla.

## Herencia
Se casó con Rannveig Þorgeirsdóttir (n. 940), hija de Þorgeir Eiríksson (n. 902) y nieta de Eiríkur Hróaldsson. De esa relación nacieron tres hijos:
- Skegg-Broddi Bjarnasson;
- Halla Bjarnadóttir (n. 980), su hija Guðríður (n. 1023) sería la esposa de Kolbeinn Flosason.[9]
- Ingveldur Bjarnadóttir (n. 990), que sería esposa de Þorsteinn Síðu-Hallsson.